# أل جونسون
أل جونسون هو سياسي كندي، ولد في 26 نوفمبر 1939. حزبياً، نشط في الحزب الكندي التقدمي المحافظ. وقد انتخب عضو مجلس العموم الكندي.